# Ilhas Phi Phi
As ilhas Phi Phi (pronuncia-se pi-pi) pertencem à Tailândia e localizam-se no oceano Índico, entre a Phuket e o continente.
Integradas no Parque Nacional de Hat Noppharat Thara-Mu Ko Phi Phi, gozam de proteção ambiental. As ilhas Phi Phi Don e Phi Phi Le, a cerca de uma hora de Phuket — um dos destinos mais populares da Tailândia — primeiro foram frequentadas por alpinistas que desejavam escalar  seus enormes paredões rochosos. Contudo, as paisagens e a variedade de flora e fauna aquáticas fizeram fama e as Phi Phi logo passaram a ser procuradas pelos amantes do mergulho.
O filme A Praia — com Leonardo DiCaprio a dar voz ao mito urbano da praia perfeita — também ajudou a divulgar a ilha mundo afora, pois muitos conheciam apenas a Phi Phi Don (a única a possuir infraestrutura turística, concentrada essencialmente na vila  Ton Sai), mas desconheciam a sua irmã menor, Phi Phi Le, onde ainda hoje não é permitido pernoitar (não há qualquer tipo de construção na ilha) e onde visitava-se durante o dia as pinturas rupestres da Gruta Viking.
Ao eleger a baía Maya como cenário do filme, a 20th Century Fox causou polémica entre os ambientalistas, que acusaram a equipe de produção de interferir negativamente no ecossistema da ilha (a produtora queria plantar 200 palmeiras para dar um ar mais tropical à ilha, obteve autorização para levar 60, mas acabou por instalar 73).[carece de fontes?]
Terminadas as filmagens, todos os elementos estranhos à ilha foram retirados. Hoje, há um fluxo muito significativo de barcos rondando a famosa praia, depositando ali por dia (ainda que por pouco tempo) várias centenas de turistas.
Em 26 de dezembro de 2004, as Ilhas Phi Phi foram devastadas pelo tsunami que se seguiu ao sismo do Índico de 2004.